# Diócesis de Tarlac
La diócesis de Tarlac (en latín: Dioecesis Tarlacensis, en inglés: Roman Catholic Diocese of Tarlac y en tagalo: Diyosesis ng Tarlac) es una circunscripción eclesiástica de la Iglesia católica en Filipinas. Se trata de una diócesis latina, sufragánea de la arquidiócesis de San Fernando, que tiene al obispo Roberto Calara Mallari como su ordinario 29 de diciembre de 2024.

## Territorio y organización
La diócesis tiene 3054 km² y extiende su jurisdicción sobre los fieles católicos de rito latino residentes en la provincia de Tarlac de la región de Luzón Central en la isla de Luzón.
La sede de la diócesis se encuentra en la ciudad de Tarlac, en donde se halla la Catedral de San Sebastián.
En 2020 en la diócesis existían 70 parroquias.

## Historia
La diócesis fue erigida el 16 de febrero de 1963 con la bula Clarissimae famae del papa Juan XXIII, obteniendo el territorio de las diócesis de Lingayén-Dagupan, elevada simultáneamente al rango de arquidiócesis metropolitana, y de San Fernando (hoy arquidiócesis).
Originalmente sufragánea de la arquidiócesis de Lingayén-Dagupan, el 17 de marzo de 1975 pasó a formar parte de la provincia eclesiástica de la arquidiócesis de San Fernando.
En 1990 y 1991 la diócesis tuvo que hacer frente a dos desastres naturales muy graves: primero un terremoto y luego la erupción del volcán Pinatubo.

## Estadísticas
Según el Anuario Pontificio 2021 la diócesis tenía a fines de 2020 un total de 1 116 210 fieles bautizados.
| Año                                                                             | Población            | Población | Población      | Sacerdotes | Sacerdotes    | Sacerdotes    | Bautizados por sacerdote | Diáconos permanentes | Religiosos | Religiosos | Parroquias |
| Año                                                                             | Bautizados católicos | Total     | % de católicos | Total      | Clero secular | Clero regular | Bautizados por sacerdote | Diáconos permanentes | Varones    | Mujeres    | Parroquias |
| ------------------------------------------------------------------------------- | -------------------- | --------- | -------------- | ---------- | ------------- | ------------- | ------------------------ | -------------------- | ---------- | ---------- | ---------- |
| 1970                                                                            | 318 527              | 426 647   | 74.7           | 35         | 33            | 2             | 9100                     |                      | 2          | 33         | 25         |
| 1980                                                                            | 569 000              | 671 000   | 84.8           | 35         | 35            |               | 16 257                   |                      | 4          | 45         | 26         |
| 1990                                                                            | 853 000              | 1 005 000 | 84.9           | 27         | 27            |               | 31 592                   |                      |            | 41         | 26         |
| 1999                                                                            | 803 938              | 945 810   | 85.0           | 59         | 56            | 3             | 13 626                   |                      | 5          | 44         | 35         |
| 2000                                                                            | 803 938              | 945 810   | 85.0           | 66         | 63            | 3             | 12 180                   |                      | 3          | 51         | 36         |
| 2001                                                                            | 908 466              | 1 068 783 | 85.0           | 71         | 66            | 5             | 12 795                   |                      | 15         | 54         | 36         |
| 2002                                                                            | 926 635              | 1 090 159 | 85.0           | 77         | 73            | 4             | 12 034                   |                      | 12         | 61         | 36         |
| 2003                                                                            | 803 938              | 945 810   | 85.0           | 81         | 76            | 5             | 9925                     |                      | 15         | 54         | 40         |
| 2004                                                                            | 941 387              | 1 134 201 | 83.0           | 81         | 76            | 5             | 11 622                   |                      | 15         | 54         | 40         |
| 2010                                                                            | 976 000              | 1 177 000 | 82.9           | 89         | 77            | 12            | 10 966                   |                      | 37         | 63         | 49         |
| 2014                                                                            | 1 052 000            | 1 273 240 | 82.6           | 108        | 90            | 18            | 9740                     |                      | 50         | 67         | 52         |
| 2017                                                                            | 1 106 000            | 1 337 000 | 82.7           | 112        | 87            | 25            | 9875                     |                      | 55         | 60         | 62         |
| 2020                                                                            | 1 116 210            | 1 656 200 | 67.4           | 109        | 105           | 4             | 10 240                   |                      | 22         | 60         | 70         |
| Fuente: Catholic-Hierarchy, que a su vez toma los datos del Anuario Pontificio. |                      |           |                |            |               |               |                          |                      |            |            |            |

## Episcopologio
- Jesus Juan Acosta Sison † (8 de marzo de 1963-21 de enero de 1988 renunció)
- Florentino Ferrer Cinense (21 de enero de 1988 por sucesión-31 de marzo de 2016 retirado)
- Enrique de Vera Macaraeg (31 de marzo de 2016-23 de octubre de 2023 falleció)
  - Sede vacante, (2023-2024)
- Roberto Calara Mallari, por sucesión el 29 de diciembre de 2024